# الحركة الهيبية
الهِبِّيّ أو الهيبِيّ أو الهيبيز  (بالإنجليزية: Hippies)‏ واحيانا الخنافس اشارة لفرقة البيتلز.هي ظاهرة اجتماعية الحركة الهِبّيَّة كانت بالأصل حركة شبابية نشأت في الولايات المتحدة الامريكية في ستينيات وسبعينيات القرن العشرين ثم ما لبثت أن انتشرت في باقي الدول الغربية. وتعتبر هذه الحركة، حيث ظهرت بين طلاب بعض الجامعات في الولايات المتحدة كظاهرة احتجاج وتمرد على قيادة الكبار ومظاهر المادية والنفعية وثقافة الاستهلاك و مناهضة للقيم الرأسمالية، حيث قام بعض الشباب المتذمر إلى التمرد على هذه القيم والدعوة لعالم تسوده الحرية والمساواة والحب والسلام. ميزوا أنفسهم بإطالة الشعر ولبس الملابس المهلهلة والفضفاضة والتجول والتنقل بحرية في مختلف الأنحاء حفاة كتعبير عن قربهم من الطبيعة وحبهم لها.
وجدت هذه المجموعات من الشباب في المخدرات والجنس وموسيقى الروك متنفساً لها وطريقة للتمرد على القيم وتجربة أشياء جديدة.
ووصلت هذه الحركة الشبابية أوجها أيام فرقة الخنافس الهِبِّيَّة «بيتلز»، والتي استطاعت استقطاب ملايين الشباب في الغرب، لكن الملاحظ أن هذه الحركة قد بدأت في التراجع بالسرعة التي قدمت فيها حيث تم تركها من قبل الكثيرين أما بسبب تقدمهم في السن أو بسبب استيعابهم في المجتمع.

## أصل التسمية
يقول المعجمي جيسي شيدلوير المحرر الأمريكي الرئيسي لقاموس أوكسفورد الإنجليزي إن المصطلحين هبستر وهيبي مشتقان من كلمة هيب، التي ما تزال أصولها غير معروفة. وقدمت كلمة هيب بمعنى «الوعي، المعرفة» لأول مرة في كرتون عام 1902 بقلم تاد دورغان، وظهرت لأول مرة كتابيًا في رواية عام 1904 لجورج فير هوبارت (1867–1926) جيم هيكي: قصة ليلة واحدة، حيث تستخدم شخصية أمريكية من أصل أفريقي العبارة العامية «هل أنت هيب؟»
صاغ هاري جيبسون مصطلح الهيبستر في عام 1944. وبحلول أربعينيات القرن العشرين أصبحت مصطلحات هبي وهيبي وهبستر شائعة في لغة الجاز العامية في هارلم، على الرغم من أن كلمة هبي أصبحت تشير إلى مكانة أدنى من كلمة هيبي. وفي قرية غرينتش في أوائل ستينيات القرن العشرين في مدينة نيويورك جرت تسمية دعاة الثقافة المضادة الشباب الهيبي لأنهم كانوا يعتبرون «على دراية» أو «رائعين»، وليسوا عاديين، أي تقليديين وقديمي الطراز. وفي عدد 27 أبريل من عام 1961 من صحيفة ذا فيليج فويس كُتبت «رسالة مفتوحة إلى جون كنيدي وفيدل كاسترو»، استخدم فيها نورمان ميلر مصطلح الهيبيز ليشكك في سلوك جون كنيدي. وفي مقال نشر عام 1961 استخدم كينيث ريكسروث مصطلحي الهيبستر والهيبيين للإشارة إلى الشباب المشاركين في الحياة الليلية للأمريكيين السود أو حياة البيت. ووفقًا للسيرة الذاتية لمالكولم إكس عام 1964 فقد استخدمت كلمة هيبي في هارلم في أربعينيات القرن العشرين لوصف نوع معين من الرجال البيض الذين «يتصرفون كالنيغرو (الزنوج) أكثر من النغيرو أنفسهم». ويشير أندرو لوج أولدهام إلى «جميع الهيبيين في شيكاغو» على ما يبدو ليصف موسيقيي البلوز/الآر أند بي السود في ملاحظاته الخلفية على صفحة ألبوم عام 1965 ذا رولينج ستونز، الآن!
على الرغم من أن كلمة الهيبيز ظهرت معزولة في المطبوعات خلال أوائل الستينيات من القرن العشرين، إلا أن أول استخدام للمصطلح على الساحل الغربي ظهر في مقالة «جنة جديدة لثقافة البيت» (في سان فرانسيسكو إكزامينر، عدد 5 سبتمبر عام 1965) بقلم الصحفي مايكل فالون. في تلك المقالة كتب فالون عن مقهى بلو يونيكورن (الواقع في شارع هايز في منطقة هايت أشبوري في سان فرانسيسكو عام 1927)، مستخدمًا مصطلح الهيبيز للإشارة إلى الجيل الجديد من البيت الذين انتقلوا من الشاطئ الشمالي إلى منطقة هايت أشبوري.

## التاريخ

### الأصول
في يوليو عام 1967 عزت دراسة لمجلة تايم حول فلسفة الهيبيز الفضل بتأسيس حركة الهيبيز إلى السلف التاريخي رهبان السادهو في الهند، وهم الباحثون الروحيون الذين نبذوا العالم والمساعي المادية من خلال اتباع طائفة «السانياسا». وحتى الثقافة المضادة لليونانيين القدماء التي تبناها فلاسفة مثل ديوجين الكلبي والكلبيون كانت أيضًا أشكالًا مبكرة لثقافة الهيبيز. كما كانت التعاليم الدينية والروحية لبوذا، وهيليل الأكبر، ويسوع، والقديس فرنسيس الأسيزي، وهنري ديفد ثورو، وغاندي، وجي آر آر تولكين ذات تأثير بارز عليهم.

ظهرت العلامات الأولى «للهيبيين البدائيين» الحديثين في نهاية القرن التاسع عشر في أوروبا. وفي أواخر تسعينيات القرن التاسع عشر وأوائل القرن العشرين نشأت حركة شبابية ألمانية كرد فعل ثقافي مضاد على الأندية الاجتماعية والثقافية المنظمة التي تركز على «الموسيقى الشعبية الألمانية». وقد عارضت حركة الهيبيز هذه، المعروفة باسم دير فاندرفوغال («الطائر المهاجر»)، شكليات النوادي الألمانية التقليدية، وبدلًا من ذلك ركزت على الموسيقى الشعبية والغناء والملابس الإبداعية والحياة في الهواء الطلق التي تتضمن المشي لمسافات طويلة والتخييم. وكانت تحت تأثير أعمال غوته وفريدريك نيتشه وهيرمان هيسه، واجتذبت حركة فاندرفوغال الآلاف من الشباب الألمان الذين رفضوا الاتجاه السريع نحو التحضر واشتاقوا إلى الحياة الروحية الوثنية التي عاشها أسلافهم. وخلال العقود الأولى من القرن العشرين استقر الألمان في جميع أنحاء الولايات المتحدة حاملين معهم قيم ثقافة الشباب الألمانية. وافتتح البعض أول متاجر للأغذية الصحية، وانتقل الكثيرون إلى جنوب كاليفورنيا حيث قدموا أسلوب حياة بديل. وذهبت مجموعة تسمى «أبناء الطبيعة» ذهبت إلى صحراء كاليفورنيا وروجت للطعام العضوي، وتبنت أسلوب حياة العودة إلى الطبيعة مثل فاندرفوغال. وكتب مؤلف الأغاني إيدن أهبز أغنية ناجحة بعنوان ابن الطبيعة مستوحاة من روبرت بوتزين (جيبسي بوتس)، الذي ساعد في نشر الوعي الصحي واليوغا والطعام العضوي في الولايات المتحدة.

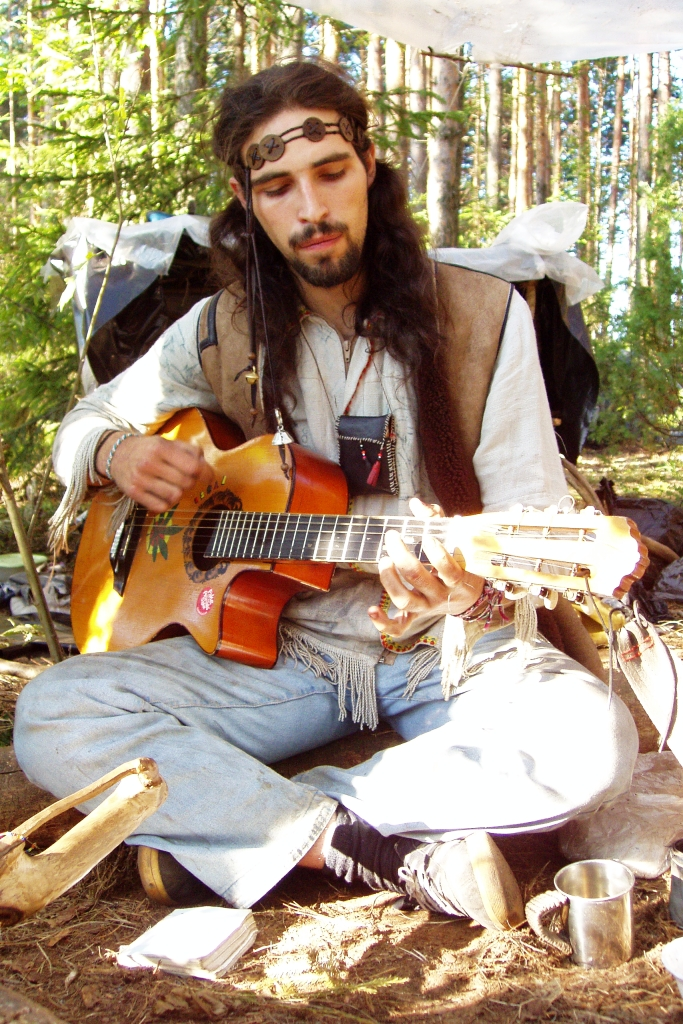
مغني من الحركة الهبية الجديدة في روسيا

## صفاتهم
يرفض الهِبِّيُّون العادات والتقاليد وأنماط الحياة في المجتمع، ويحاولون إيجاد نمط للحياة مغاير لما هو معروف. وقد كان معظم الهِبِّيِّين، من عائلات الطبقة المتوسطة البيضاء. تراوحت أعمارهم من 15 إلى 25 عاماً، فقد أصبح المراهقون يدافعون عن آرائهم ومعتقداتهم الخاصة وذلك في وجه والديهم والمجتمع، وكانوا يتركون بيوت أهلهم في سن مبكر لينضموا إلى جماعات الهِبِّيِّين، وهم يعتقدون أن كثيراً من البالغين يهتمون جداً بجمع المال ولا يهتمون بغير ذلك إلا قليلاً جداً.

## طريقة معيشتهم

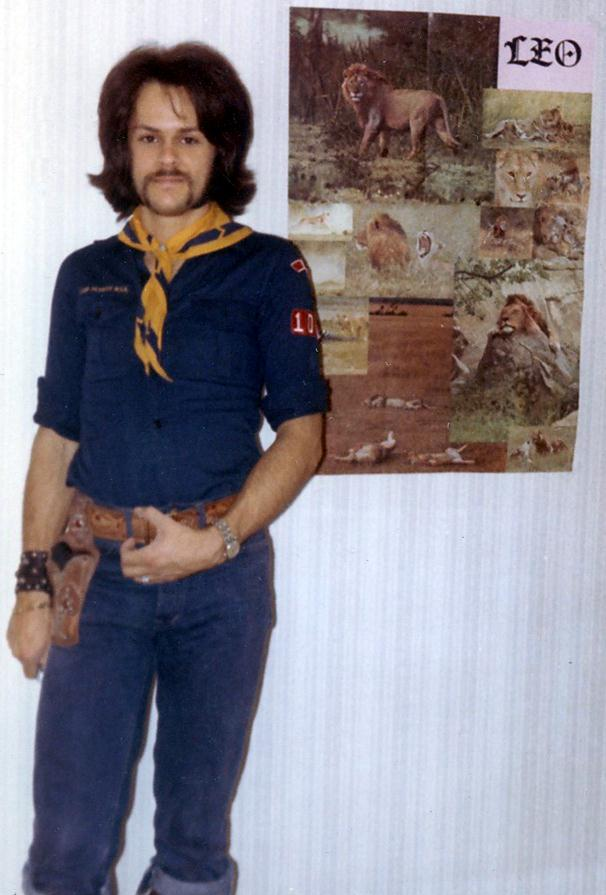
هِبِّيّ في ستوكهولم، السويد عام 1971

عاش الكثيرون من الهِبِّيِّين بعضهم مع بعض في مجموعات صغيرة، تعمل إحداها مع الأخرى، وتتقاسم الممتلكات. ورفض البعض منهم أن يرتبطوا بعمل أو بيت ثابت، وكانوا يتنقلون من مكان إلى آخر بحثاً عن عمل جزئي ومأوى مؤقت. والتمس البعض منهم، المزيد من التغيير وعاشوا في الشوارع أو في مُخيمات في المتنزهات العامة أو الميادين العامة الأخرى. وفي بعض الأحيان، كان يطلق على الهِبِّيِّين أطفال الزهور، لأنهم كانوا يقدمون الزهور إلى الناس إظهاراً للرقة والحب.
وقد استخدم عدد كبير من الهِبِّيِّين الماريجوانا، وعقار LSD وغيرها من العقاقير، وشكلت تجاربهم مع العقاقير الكثير من شعاراتهم وأفكارهم. وقد بلغ عدد المستخدمين له 8 ملايين شخص معظمهم من المراهقين بدءاً من سن الثانية عشر، وأعجب الكثيرون من الهِبِّيِّين بالعالم النفسي تيموثي ليري، الذي كان يبشر بالخلاص عن طريق استخدام العقاقير.

## مظهرهم
يتركون شعورهم طويلة، لأنهم يعتبرون قص الشعر عقائدياً وليس أخلاقياً، ويلبسون الملابس الملونة لكي تتناسب مع ألوان الطبيعة، ويمشون حفاة على العشب.

صُمم الرمز ('☮') في الأصل ليرمز لحركة حملة نزع السلاح النووي في بريطانيا قبل أن يصبح رمزاً عالمياً للسلام واستخدمه الهيبيز بكثرة في رسوماتهم وقفاتهم الاحتجاجية

## الهبي والموسيقى
ساعدت فرقة البيتلز، وهي فرقة إنجليزية شعبية غنائية راقصة، على انتشار حركة الهِبِّيِّين، ومن الفرق الغنائية الراقصة الأخرى الكبيرة المحببة عند الهِبِّيِّين، فرقة غريتفل ديد، وفرقة جفرسون آيربلاين، والمغنيين جوان بايز، وبوب ديلان، وجون لينون، والشاعر ألن غينسبرغ، والروائي كين كيسي.

## نهايتها
"hippies use side door" أي ليستخدم الهِبِّيُّون الباب الجانبي، كانت هذه جملة توضع على بعض المحلات في فترة من الفترات، ومنها نستنتج أن الهِبِّيِّين لم تكن تلقى تأييداً وأن مصيرها الاختفاء. ففي الوقت الحالي، اتضح لمعظم الهِبِّيِّين، أنه ليس من السهل أن يعيدوا تشكيل المجتمع عن طريق الانسلاخ منه. حيث انضم بعضهم إلى حركات سياسية أكثر تنظيماً، للعمل من أجل قضايا اجتماعية محددة. وتحول الآخرون إلى القيم الروحية والدين المسيحي. وترك غالبيتهم مرحلة الهِبِّيِّين وراء ظهورهم، محاولين التمسك على الأقل، ببعض المثاليات التي أثرت فيهم في وقت ما. وفي الثمانينات من القرن العشرين اختفت هذه الجماعات تقريباً

## تأثير الحركة الهِبِّيَّة على عالم اليوم
بعد تراجع الحركة الهِبِّيَّة انتظم الكثيرين من المخلصين لها في تشكيلات تنظيمية تعمل بصورة مركزة وانتقائية وقد حققت هذه الجماعات تأثيرات ملحوظة خصوصاً في المجتمعات الغربية، فظهرت جماعات سياسية تناهض التسلح النووي، وجماعات تناصر البيئة، وجماعات دعم للعالم الثالث وجماعات مناهضة للعولمة وجماعات من السلميين يناهضون العنف والحروب.

## معرض صور

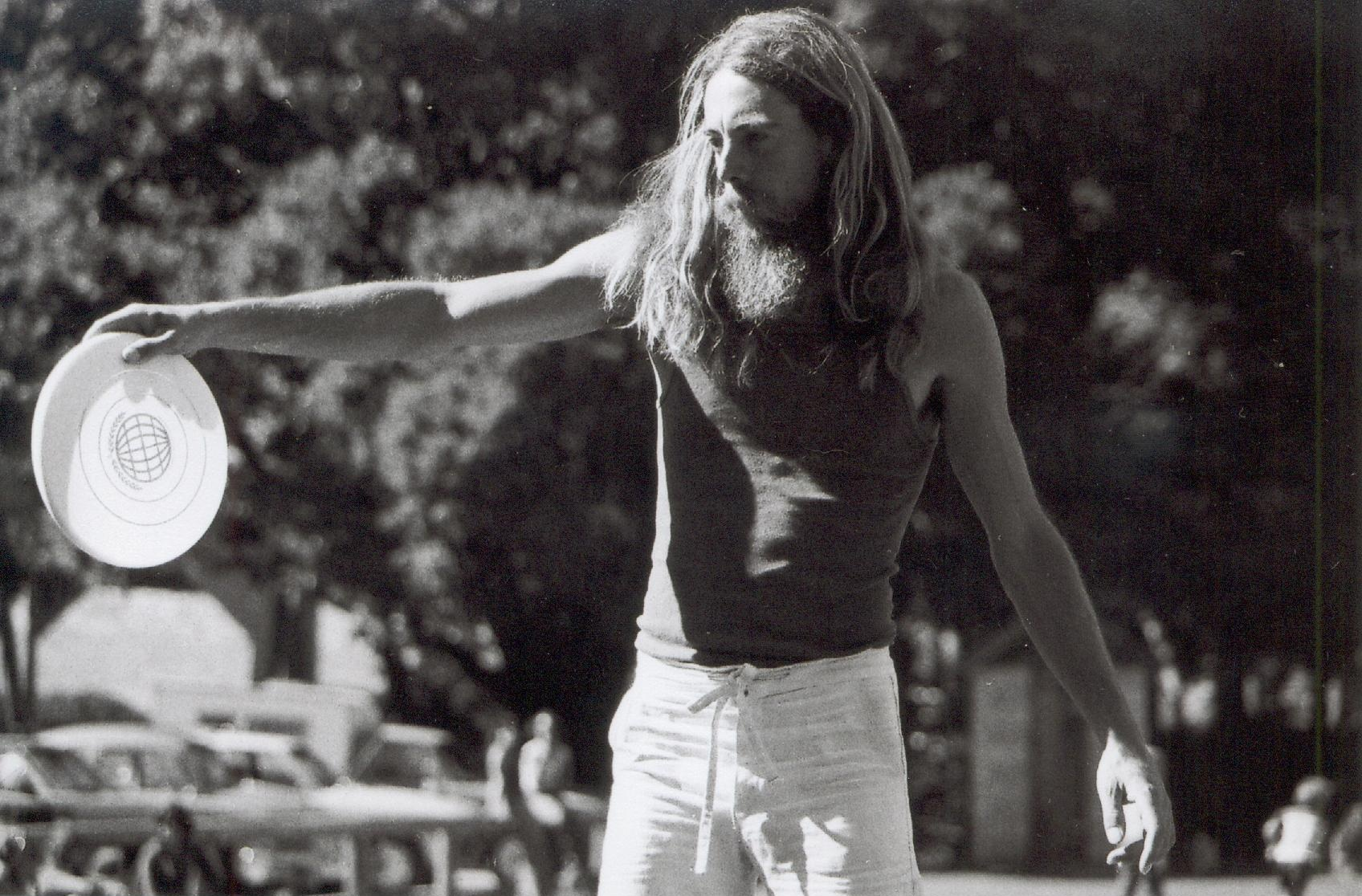
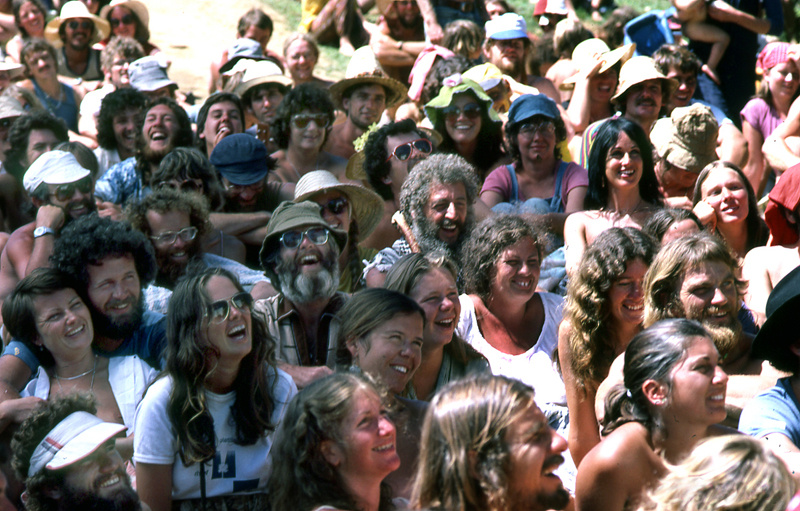
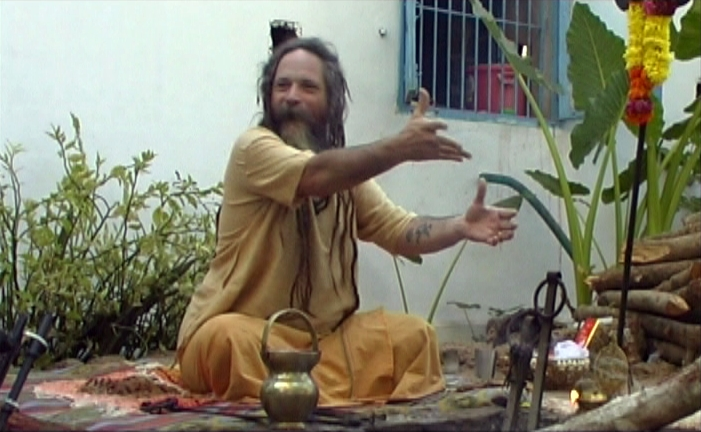